# 本支店会計
本支店会計（ほんしてんかいけい）とは、企業が営業所を本店の他に複数設けて支店を設置したときに行う会計である。次の2種類に大別される：
本店集中計算制度支店での取引は全て本店に報告され、本店でこの取引も記帳する方法。
支店分散計算制度支店に独自の帳簿を設け、本店と支店の各々が独自に仕訳等の日々の手続きを行い取引を記帳する方法。本支店間に生じる債権、債務を記帳するために、本店で支店勘定が、支店で本店勘定が用いられる。決算時に両者の帳簿をまとめることで合併財務諸表を作成する。